# Shane Kippel
Shane Kippel (ur. 4 czerwca 1986) – kanadyjski aktor telewizyjny.
Do najbardziej znanych dotychczas ról jest postać Spinnera w kanadyjskim serialu Degrassi: Nowe pokolenie.

## Filmografia
- 2010: Poprawczak jako Davis
- 2005: Derek kontra rodzinka jako Ralph
- 2003: Todd and the Book of Pure Evil jako Chad the Jock
- 2001: Degrassi: Nowe pokolenie (Degrassi: The Next Generation) jako Gavin 'Spinner' Mason